# Beliczay Lajos
Beliczay Lajos (Vanyola, 1842. május 23. – Szárazvám, 1878) ügyvéd, Beliczay Elek öccse.

## Élete
Beliczay János vanyolai evangélikus lelkész és Fischer Terézia fiaként született, 1842. május 26-án keresztelték. Középiskoláit a pozsonyi, felsőlövői és pápai protestáns gimnáziumokban, a jogot a budapesti egyetemen végezte; 1868-ban Győrött telepedett le mint gyakorló ügyvéd. Azután párkányi, később pedig ipolysági ügyvéd volt. A balassagyarmati ügyvédi kamara területére történt átköltözése folytán, a győri kamara lajstromából kitöröltetett. Szerkesztette a Raaber Lloydot 1871-ben. Írt a Győri Közlönybe, a Győri Figyelőbe és több más lapba. Nővérénél volt látogatóban, amikor hirtelen elhunyt. Miután lakhelyétől két évig igazolatlanul volt távol, a balassagyarmati ügyvédi kamara törölte ügyvédei lajstromából.

## Műve
- Költemények. Pápa, 1864. (Vanyolai névvel.)